# Terrorist Screening Database
 (mars 2025).
- Si vous ne connaissez pas le sujet, laissez ce bandeau (vous pouvez alors contacter les auteurs).
- Si vous supprimez le contenu mis en cause (vous pouvez préalablement contacter les auteurs),

argumentez précisément cette suppression dans la page de discussion
(un manque de référence n'est pas un argument ; une recherche réelle de référence doit avoir été effectuée, être formellement documentée).
 (février 2025).
La mise en forme du texte ne suit pas les recommandations de Wikipédia : il faut le « wikifier ».
Les points d'amélioration suivants sont les cas les plus fréquents :
- Les titres sont pré-formatés par le logiciel. Ils ne sont ni en capitales, ni en gras.
- Le texte ne doit pas être écrit en capitales (les noms de famille non plus), ni en gras, ni en italique, ni en « petit »…
- Le gras n'est utilisé que pour surligner le titre de l'article dans l'introduction, une seule fois.
- L'italique est rarement utilisé : mots en langue étrangère, titres d'œuvres, noms de bateaux, etc.
- Les citations ne sont pas en italique mais en corps de texte normal. Elles sont entourées par des guillemets français : « et ».
- Les listes à puces sont à éviter, des paragraphes rédigés étant largement préférés. Les tableaux sont à réserver à la présentation de données structurées (résultats, etc.).
- Les appels de note de bas de page (petits chiffres en exposant, introduits par l'outil «  Source ») sont à placer entre la fin de phrase et le point final[comme ça].
- Les liens internes (vers d'autres articles de Wikipédia) sont à choisir avec parcimonie. Créez des liens vers des articles approfondissant le sujet. Les termes génériques sans rapport avec le sujet sont à éviter, ainsi que les répétitions de liens vers un même terme.
- Les liens externes sont à placer uniquement dans une section « Liens externes », à la fin de l'article. Ces liens sont à choisir avec parcimonie suivant les règles définies. Si un lien sert de source à l'article, son insertion dans le texte est à faire par les notes de bas de page.
- La présentation des références doit suivre les conventions bibliographiques. Il est recommandé d'utiliser les modèles {{Ouvrage}}, {{Chapitre}}, {{Article}}, {{Lien web}} et/ou {{Bibliographie}}. Le mode d'édition visuel peut mettre en forme automatiquement les références.
- Insérer une infobox (cadre d'informations à droite) n'est pas obligatoire pour parachever la mise en page.

Pour une aide détaillée, merci de consulter Aide:Wikification.
Si vous pensez que ces points ont été résolus, vous pouvez retirer ce bandeau et améliorer la mise en forme d'un autre article.
 (février 2025).
La Terrorist Screening Databas (TSDB), communément appelée la liste de surveillance du terrorisme (Terrorist Watchlist), est une base de données centralisée gérée par le Federal Bureau of Investigation (FBI) aux États-Unis. Elle a été créée pour faciliter l'identification des individus soupçonnés d'activités terroristes ou liés à des organisations terroristes. Cette liste est principalement utilisée par les agences gouvernementales américaines pour le contrôle aux frontières, les enquêtes criminelles et la sécurité des transports.

## Historique et création
La TSDB a été mise en place en 2003, après les attentats du 11 septembre 2001, dans le cadre du renforcement des mesures de sécurité nationale. Sa gestion est confiée au Terrorist Screening Center (TSC), une division du FBI créée la même année.
L'objectif de la base de données est d'unifier les différentes listes de surveillance utilisées par les agences de renseignement américaines, y compris la No Fly List, administrée par la Transportation Security Administration (TSA), et d'autres listes des services de renseignement et de police.

## Fonctionnement et critères d'inscription
L'inscription d'un individu dans la TSDB repose sur des renseignements collectés par plusieurs agences gouvernementales, dont le FBI, la CIA, la NSA et le Département de la Sécurité Intérieure (DHS). Pour qu'une personne soit ajoutée à cette liste, des preuves crédibles doivent indiquer qu'elle a des liens avec des organisations terroristes ou qu'elle est impliquée dans des activités terroristes présumées.
Les personnes inscrites sur la TSDB peuvent faire l'objet de restrictions de voyage, de surveillance accrue et d'autres mesures de contrôle aux États-Unis et à l'international. Certaines d'entre elles figurent également sur la No Fly List, qui leur interdit explicitement de prendre l'avion vers ou depuis les États-Unis.

## Controverses et critiques
La TSDB a suscité de nombreuses controverses, notamment en raison de l'opacité de son processus d'inscription, de l'absence de recours clair pour les personnes inscrites à tort, et des erreurs qui ont conduit à l'ajout de personnes ne présentant aucune menace réelle.

### Cas de fausses inscriptions
Plusieurs personnalités ont été ajoutées par erreur à la liste, notamment :
- Nelson Mandela, ancien président sud-africain, qui figurait sur la liste jusqu'en 2008, en raison de son passé militant contre l'apartheid.
- Bébé de 6 mois : En 2010, un enfant a été empêché d'embarquer sur un vol intérieur aux États-Unis après avoir été confondu avec un individu figurant sur la TSDB.
- Sénateurs américains : Plusieurs membres du Congrès américain, dont le sénateur Ted Kennedy, ont été temporairement bloqués en raison de leur nom figurant dans la base de données.

### Critiques des organisations de défense des droits
Des organisations comme l'American Civil Liberties Union (ACLU) ont dénoncé l'absence de transparence du système et l'impossibilité pour les personnes concernées de contester efficacement leur inscription sur la liste.

## Suppressions et révisions
En raison des pressions internationales et de la nécessité d'éviter les abus, le FBI a procédé à plusieurs révisions et suppressions de noms figurant sur la TSDB. En 2008, sous la présidence de George W. Bush, Nelson Mandela et d'autres membres de l'ANC ont été officiellement retirés de la liste.
En 2014, un tribunal fédéral américain a jugé que le manque de procédure d’appel pour les personnes inscrites sur la No Fly List était inconstitutionnel, obligeant le gouvernement à mettre en place un mécanisme de contestation.

## Cas notables
- Nelson Mandela et l’ANC (retirés en 2008)
- Des journalistes et chercheurs internationaux (affectés par des restrictions de voyage injustifiées)
- Citoyens américains confondus avec des suspects étrangers